# ألكسندر ميكولن
ألكسندر ميكولن كان مصمم محركات طائرات سوفيتيًّا، وكبير المصممين في مكتب تصميمات ميكولن. تتضمن إنجازاته تصميم أول محرك متردد مبرد بالسوائل في الاتحاد السوفيتي، الذي سُمي ميكولن أيه إم-34، وتصميم أيه إم-3 النفاث الذي استخدم في أول طائرة ركاب نفاثة سوفيتية توبوليف تو-104. كما شارك أيضًا في مشروع دبابة القيصر.

## استشهادات
1. ↑  Большая советская энциклопедия: [в 30 т.] (بالروسية) (3rd ed.), Москва: Большая российская энциклопедия, 1969, Микулин Александр Александрович, OCLC:14476314, QID:Q17378135